# Gran Café de París
El Gran Café de París fue un edificio modernista situado en Sevilla, concretamente en la esquina de la calle O'Donell con la plaza de la Campana.

## Descripción
Se trataba de un edificio residencial con un local comercial a pie de calle, el "Café París". Su primera planta albergaba un salón de billares, y era lugar de reunión de las clases media y alta, así como de toreros y artistas de la época. El edificio se convirtió en lugar de referencia para los turistas y de tertulias culturales y artísticas. En los años veinte y treinta organizaba conciertos vespertinos.

## Historia
El edificio fue construido entre 1904 y 1906. En la década de 1920 varios elementos de la fachada fueron eliminados. Durante la Guerra Civil, el café pasó a llamarse "Café de Roma". Fue derribado en los años 70 junto a otros edificios de la época, de los cuales solo queda la antigua zapatería La Imperial (1904), también de Aníbal González, y la confitería "La Campana" (1885).